# قره‌قاچاق، آماسرا
قره‌قاچاق، آماسرا (به ترکی استانبولی: Karakaçak) یک منطقهٔ مسکونی در ترکیه است که در آماسرا واقع شده‌است. قره‌قاچاق ۳۱۱ نفر جمعیت دارد.